# Ferdinand Brütt
Ferdinand Brütt né le 13 juillet 1849 à Hambourg et mort le 6 novembre 1936 à Bergen est un peintre allemand.
Il est un parent éloigné du sculpteur Adolf Brütt (1855-1939).

## Biographie
Ferdinand Brütt prend ses premières leçons de peinture à l'université des arts de Hambourg où il étudie avec Günther Gensler (de) et Friedrich Heimerdinger (de). Sur leur conseil, il se rend en 1870 à l'École des beaux-arts de Weimar. Il peint des scènes de genre et des tableaux d'histoire.
Ferdinand Brütt a exposé à Paris au Salon de la Société nationale des beaux-arts de 1902.
Il fait partie de l'École de peinture de Düsseldorf.

Œuvres attribuées à Ferdinand Brütt
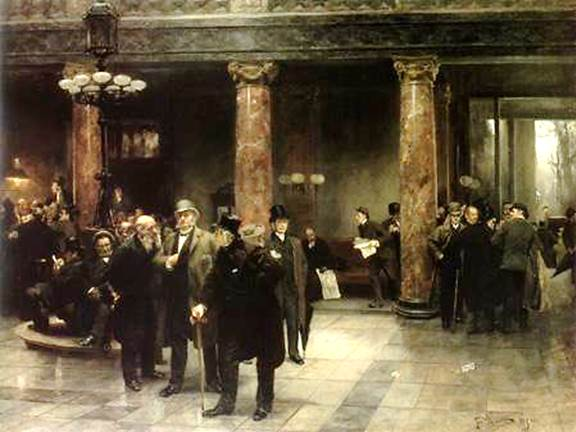
À la bourse (1888), localisation inconnue.
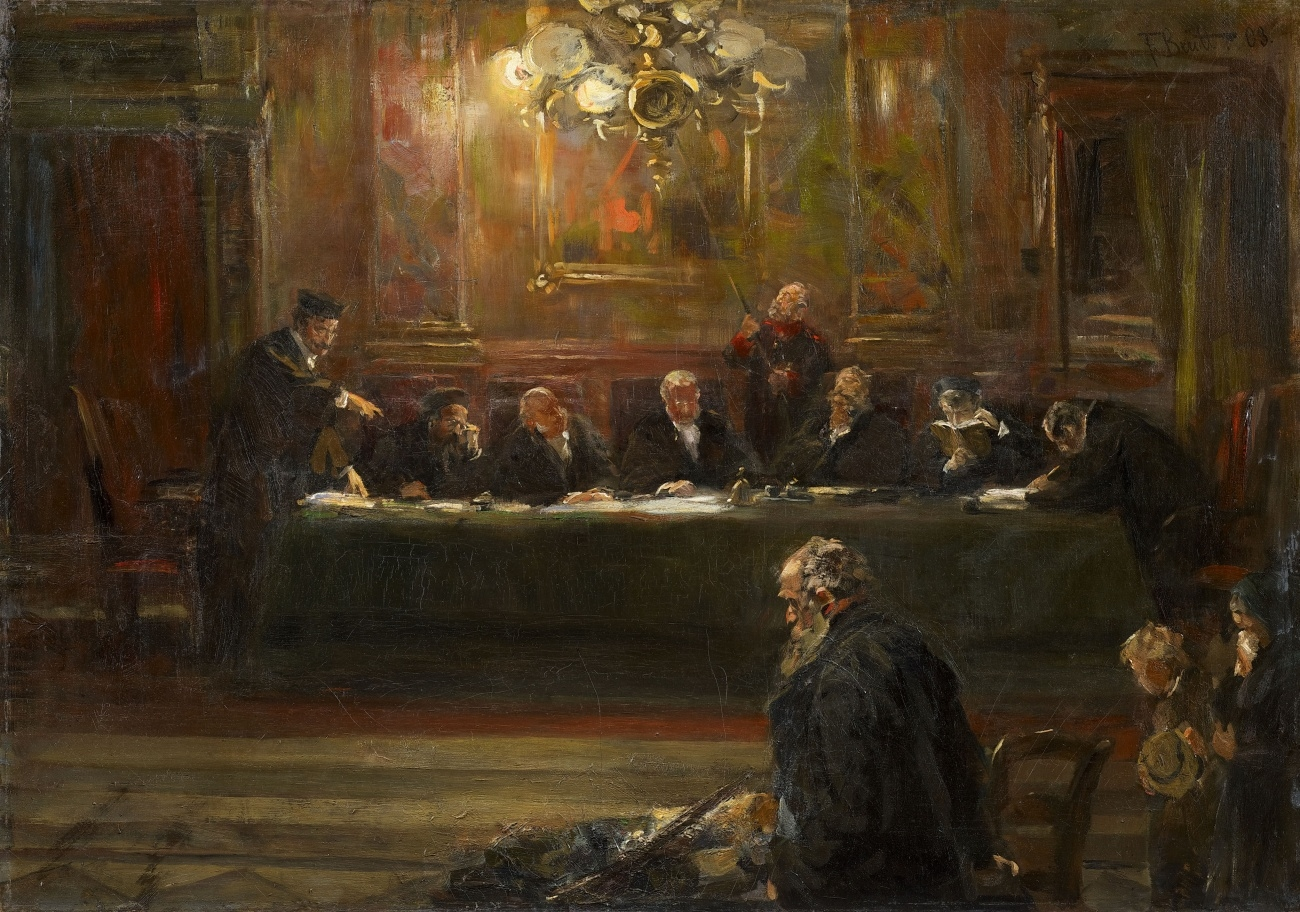
Devant les juges (1903), localisation inconnue.